# Matthias de Médicis
Mattias de' Medici (Florence, 9 mai 1613 – Sienne, 11 octobre 1667) est le troisième fils du grand-duc de Toscane Cosme II de Médicis et de l'archiduchesse Marie-Madeleine d'Autriche (1589-1631). Il fut gouverneur de Sienne avec des interruptions à partir de 1629. Il ne s'est jamais marié.

## Biographie
Mattias de' Medici entreprend une carrière ecclésiastique puis à l'âge de 16 ans une carrière militaire. Son père, Cosme II meurt le 28 février 1621 et est remplacé par Ferdinand de Médicis, son fils aîné. Le 29 mai 1629, le grand-duc Ferdinand nomme Mattias gouverneur de Sienne, après la mort de leur tante, gouverneur d'alors, Catherine de Médicis.
Mattias arrive à Sienne le 27 août 1629 et s'installe Piazza del Duomo. Il passe la majeure partie de son temps à Sienne et devient populaire parmi les Siennois. En 1631, il rejoint la belligérance autrichienne dans la guerre de Trente Ans. Il participe à la bataille de Lützen en novembre 1632, où il   rencontre le politicien siennois Ottavio Piccolomini.
À son retour au grand-duché en 1641, il reprend les rênes du gouvernement siennois. Entretemps, la guerre de Castro a éclaté. Comme Ferdinand IIe lui a conféré l'autorité suprême pour les affaires militaires du Grand-Duché,  il commande la ligue formée de la république de Venise, du grand-duché de Toscane, du duché de Parme et du duché de Modène et Reggio contre le pape et les Barberini. Il confie le gouvernement de Sienne à son frère le cardinal Léopold de Médicis pendant la durée de son absence. Deux pendants célèbrent ses victoires, réalisés en 1652 par le peintre français Jacques Courtois et conservés à la Galerie Palatine du Palais Pitti à Florence : La Bataille de Lützen et La Prise de la forteresse de Radicofani.
Mattias adorait les arts et était le protecteur de Giusto Sustermans, Baldassare Franceschini et beaucoup d'autres artistes, commissionnant et collectionnant des tableaux et œuvres d'art. En Allemagne, il a acquis des instruments scientifiques, tels que des quadrants, des astrolabes et des boussoles qu'il a déposés à la Galerie des Offices.
En fin de vie, souffrant de la goutte, il envisage de reprendre l'habit ecclésiastique, cependant, il tombe malade et meurt à Sienne le 11 octobre 1667 à l'âge de 54 ans. Il est enterré dans les chapelles des Médicis à la basilique San Lorenzo à Florence.

## Sources de traduction
- (en) Cet article est partiellement ou en totalité issu de l’article de Wikipédia en anglais intitulé « Mattias de' Medici » (voir la liste des auteurs).